# لومیس (میشیگان)
لومیس (به انگلیسی: Loomis) یک منطقهٔ مسکونی در ایالات متحده آمریکا است که در شهرستان ایزابلا، میشیگان واقع شده‌است. لومیس ۷٫۳۰ کیلومتر مربع مساحت و ۲۱۳ نفر جمعیت دارد و ۲۴۵٫۳۷ متر بالاتر از سطح دریا واقع شده‌است.